# Хейт, Генри Хантли
Генри Хантли Хейт (20 мая 1825 — 2 сентября 1878) — американский юрист, десятый губернатор Калифорнии с 5 декабря 1867 по 8 декабря 1871.

## Биография
Сын Флетчера Мэтью Хейта, родился в Рочестере, штат Нью-Йорк, окончил Йельский университет, специализировался в юриспруденции. Супруга Анна Биссел (1834—1898), сын — д-р Луис Монро Хайт (1868—1942).
Хайт не занимал никаких государственных должностей вплоть до избрания губернатором Калифорнии от Демократической партии, начало полномочий в 1867 году. Первый губернатор, выбравший штаб-квартирой Капитолий штата Калифорния в Сакраменто. 23 марта 1868 подписал указ о создании Калифорнийского университета. После выхода в отставку переехал в город Аламеда, штат Калифорния. Умер в 1878 году, похоронен на кладбище Маунтин-Вью в Окленде, штат Калифорния.

## Память
Считается, что улица Хейт в Сан-Франциско названа в его честь, но некоторые специалисты предполагают, что может быть название дано в честь его дяди, пионера и банкира Генри Хейта (1820—1869).